# حداثة

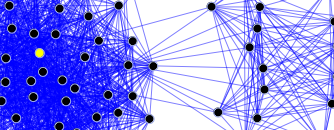

الحداثة أو العصرنة تحديث وتجديد ما هو قديم وهو مصطلح يبرز في المجال الثقافي والفكري التاريخي ليدل على مرحلة التطور التي طبعت أوروبا بشكل خاص في مرحلة العصور الحديثة. بشكل مبسط، يمكن تقسيم التاريخ إلى خمسة أجزاء: ما قبل التاريخ، التاريخ القديم، العصور الوسطى، العصر الحديث والعصر ما بعد الحديث[بحاجة لمصدر].
معظم الحياة الحديثة تغذت من مصادر متعددة: اكتشافات علمية مذهلة، معلومات عن موقعنا من الفضاء وتصورنا عنه، مكننة الصناعة التي حولت المعرفة بالعلوم إلى تكنولوجيا، وغيرها. كل هذا يبين القديم والجديد من ما خلق للبشر، فهو يعجل حركة الحياة، يبلور أفكارا واتجاهات اجتماعية وسياسية ودينية، يكون قوى وسلطات جديدة، يعقّد العلاقات بين الناس وبعضهم وبين الناس والمؤسسات المختلفة، يزيد أو يغير اتجاهات الصراعات الطبقية ويفصل الملايين من البشر عن تاريخهم وعاداتهم الموروثة منذ الأزل.

## بداية الحداثة
الحداثة تشمل مجموعة من التغييرات الاقتصادية والسياسية والاجتماعية، بالإضافة إلى أخذ تلك التغييرات على أنها عصرية. الجدل حول الحداثة يتناول هذه التغييرات التي يبدو أنها بدأت في أوروبا في أواخر القرن الخامس عشر، أوبداية القرن السادس عشر.
بعض المفكرين يؤرخون بداية الحداثة عام 1436، مع اختراع غوتنبرغ للطابعة المتحركة. البعض الآخر يرى أنها تبدأ في العام 1520 مع الثورة اللوثرية ضد سلطة الكنيسة. مجموعة أخرى تتقدم بها إلى العام 1648 مع نهاية حرب الثلاثين عام ومجموعة خامسة تربط بينها وبين الثورة الفرنسية عام 1789أو الثورة الأمريكية عام 1776، وقلة من المفكرين يظنون أنها لم تبدأ حتى عام 1895 مع كتاب فرويد «تفسير الأحلام». وبدأت حركة الحداثة (modernism) في الفنون والآداب.

## التغييرات الأساسية
بالرغم من أن الحداثة تربط عادة بالتقدم التكنولوجي إلا أن التغييرات الفكرية كانت الأكثر تأثيرا، تشمل التغييرات الفكرية السياسة والاقتصاد والدين وعلم الاجتماع.
والحداثة كما عرفها كانط 1784 :«الأنوار: خروج الإنسان من حالة الوصاية التي تسبب فيها بنفسه، والتي تتمثل في عجزه عن استخدام فكره دون توجيه من غيره..»
وكان شعارها هو أقدم على استعمال/ استخدام فكرك؛ «ولكن لإشاعة تلك الأنوار لا يشترط شيء آخر سوى الحرية في إبراز مظاهرها كاستخدام العقل علانية من كل زواياه»

## علم الاجتماع
بالرغم من أن ابن خلدون هو من وضع أسس علم الاجتماع، إلا أن الحديث عنه لم يأخذ منحنى مؤثراً في المجتمعات، حتى ظهر المفكرون الحداثيون. فكرة ديكارت عن كوسموبولس مثالية ألهبت خيال المفكرين في القرون الثلاثة التالية وأنجبت العديد من رواد العدالة الاجتماعية والمدن المثالية نسجاً على منوال «المدينة الفاضلة» لتوماس مور.
كانت الأفكار تميل إلى البحث عن العدالة الاجتماعية ورفض الإقطاع والطبقية التي كانت سائدة في أوروبا في ذلك الوقت وتدعو إلى مجتمع فاضل يحصل فيه الجميع على حقوق متساوية. أدت هذه المدارس الفكرية إلى ظهور العديد من المدارس السياسية والاقتصادية القائمة عليها مثل الشيوعية والاشتراكية والماركسية وغيرها، وأدت تلك بدورها إلى تغيير النظم الحاكمة في أوروبا وحدوث الثورات الاجتماعية والسياسية مثل الثورة الفرنسية والثورة البلشفية.
من المفكرين الحداثيين الذين أثروا في علم الاجتماع: فرديناند تونيز وإميل دوركهيم وماكس ويبر

## الاقتصاد
بالرغم من المثالية في علم الاجتماع وبالرغم من غلبة العدالة الاجتماعية إلا أن خطين رئيسيين ظهرا في الاقتصاد الحداثي، الرأسمالية، والتجارة الحرة بقيادة آدم سميث والماركسية والشيوعية التي دعا إليها كارل ماركس.
كانا هذين الرائدين أول من نظرا للاقتصاد السياسي.
إلا أن السخط على رجال الدين والتبرم من سيطرة روما على الدول لم يكن هو التغيير الوحيد. ففي نهاية العصور الوسطى وبداية عصر التنوير كانت التفسيرات حول العالم وما فيه تدور في حيز الدين، الله هو الخالق وهو الذي سوف ينهي الكون.. للتاريخ نهاية واضحة...الخ.
في بداية القرن السابع عشر الميلادي أسس نيوتن قوانين الفيزياء الحركية أو الميكانيا، أوحت هذه القوانين للناس أن العالم يمكن فهمه دون العودة إلى الدين. كان نيوتن يؤمن بأن الله خالق الكون، وأنه هو الذي خلق هذه القوانين. إلا أن فهمها أو دراستها يمكن أن تتطور دون العودة إلى الإنجيل.
فيما بعد، قام آخرون بدراسة مجالات أخرى من الحياة بمنأى عن الدين: الاقتصاد، السياسة، الأخلاق، وغيرها... كل هذه أعطت إمكانية إخراج الدين من دائرة الحوار وجعل الحوار - في رأيهم - عقلانياً، منطقياً، ويمكن التكهن به.
الإنسان يمكنه أن يستوعب كيفية عمل الأشياء، ويمكنه أن يغيرها. هذه الطريقة في التفكير في النهاية أدت إلى تحول مجموعة من المفكرين الراديكاليين إلى الربوبية التي ترفض الأديان المنظمة وتدعو إلى التمسك بالعلم والمنطق.
العلمانية والإلحاد كانتا الخطوات التالية المتوقعة لهذه الأفكار.
تطور العلم وتعارض العلم مع الدين لديهم، مما أدى إلى ظهور طبقة من العلماء رفضوا كافة الأديان، واعتنقوا الإلحاد، وبدؤوا الدعوة إلى أنظمة حكم علمانية لا تسمح للدين بالتدخل في أمور الحياة العامة.
ظهور نظرية دارون في النصف الثاني من القرن التاسع عشر عزز هذه الظاهرة وشجع الكثير على الإلحاد معتمدين على النظرية التي تتعارض مع الفكر الديني الذي يؤكد أن الناس جميعا من نسل آدم.
ويبقى أن في الحداثة بعد سوسيونفسي يتمثل في الرغبة في الجديد، وتكسير العتيد.

## السياسة
معظم الفلاسفة السياسيين يعتبرون ميكافيللي وهوبز وبودان، والبعض قد يضيف لوثر أيضا، كمفكرين نظروا للتغيرات في الواقع السياسي ومهدوا الطريق للدراسات السياسية. استوعب هؤلاء حقيقة القوى الفاعلة في إيطاليا، ألمانيا، بريطانيا وفرنسا وفسروا السياسة بجدلية فرقت بينها وبين القوى السياسية في العصور الوسطى والعصور القديمة. بصورة عامة، رؤوا أن السياسة هي ميدان القوة، الأنانية والسيطرة. ولكنهم أيضا اعترفوا بدور السلطة في الحفاظ على النظام والأمن.
نيكولو ميكافيلي في كتابيه الأمير والحديث وفكره الواقعي أثر تأثيرا بالغا على الفكر السياسي في الغرب إلى الحد الذي يمكن فيه أن يقال أنه أساس الفكر السياسي الحديث. فيما بعد قام توماس هوبز بتطوير وتوسيع أفكار ميكافيللي في فلسفته السياسية التي نبع منها الفكر الليبرالي الغربي الحالي.
في عصر التنوير ظهرت نظريات سياسية جديدة من أهمها فكرة «العقد الاجتماعي» المبنية على فكر جان جاك روسو والتي نظر لها أيضا مونتسكيو وجون لوك والتي تفرق بين الدولة والحكومة وتقول بأن على الشعب أن يتنازل عن بعض الحقوق للحكومة في مقابل الحفاظ على الأمان والنظام، إلا أن هذا التنازل يجب أن يكون بموافقة الشعب فيما أسماه روسو العقد الاجتماعي. هذه النظرية ألهمت الثورة الفرنسية.
مع انتشار الثورة الصناعية تزايد التطور العمراني وظهرت الرأسمالية بقوة مما غير المجتمع بشكل ملحوظ. خلال هذه الفترة بدأ الفكر الاشتراكي بالتكون وحازت الماركسية على دعم الشعوب خصوصا من قبل الطبقة العاملة. من قياديي هذا الفكر كارل ماركس وفريدريك إنكلز. في نفس الوقت بدأت حركات سياسية أخرى بالتكون، منها اللاسلطوية والنقابية والحركات التي تدعو إلى تعدد الأحزاب وسيطرة الطبقة العاملة على السياسة والاقتصاد.
== الأدب
أعطت فترة الحداثة نوع من التجديد للادب،

## قيم الجمال في العصر الحديث
انتصرت في العصر الحديث جماليات الآلة على أساس أنها امتداد لليد الإنسانية، وبدا العالم الغربي يقدر القيمة الجمالية لمنتجات الآلة كما ظهرت منذ ذلك الوقت مصطلحات ومبادئ جديدة في عالم القيم الجمالية، ومن أشهر هذه القيم: «الدقة» و«البساطة» و«الاقتصاد» وأزيحت قيم أخرى كانت سائدة قديماً مثل «الندرة» و«الغلو». لقد قدم عصر التكنولوجيا والإنتاج الاقتصادي مبادئ وقيم الآلة، التي أصبحت توجه الذوق، وفي ضوء الاعتقاد في القيم الجديدة، ظهرت الاستخدامات المعاصرة في فن التصوير، مثل تقنية التلصيق، ومذهب «فن العامة». لقد ظهرت كذلك أخلاقيات وجماليات جديدة انسجمت مع عصر الآلة، تلك الآلة التي وفرت كثيراً من العناء الذي ارتبط بالحياة، في اعتمادها على الجهد الإنسانى.